# Бернадет Питърс
Бернадет Питърс (на английски: Bernadette Peters) е американска актриса, певица и авторка на книги за деца. 

## Биография
Родена е на 28 февруари 1948 година в Ню Йорк. Тя е от сицилианско-американско семейство в Озоновия парк в нюйоркския квартал на Куинс, най-малкото от трите деца.  Баща ѝ Питър Лацара е шофьор на камион за доставка на хляб , а майка ѝ Маргарита (родена Малтезе) стартира кариерата и в шоубизнеса, като я пуска в телевизионното шоу „Ювенилно жури“ на три години и половина. Нейните братя и сестри са кастинг режисьора Дона ДеСета  и Джоузеф Лацара.  Тя се появява в телевизионните предавания „Name That Tune“ и няколко пъти в Детския час на „Horn and Hardart“ на петгодишна възраст. 

### Личен живот
В продължение на четири години тя има романтична връзка с комика Стийв Мартин.  През 1981 г. нейната популярност я довежда до появата ѝ на корицата на списание Плейбой от декември 1981 г., в което тя позира по бельо, проектирано от Боб Маки. Омъжва се за инвестиционния консултант Майкъл Витенберг, до смъртта му при катастрофа с хеликоптер на 26 септември 2005 г.  Питърс е известна с благотворителната си дейност, основател е на известната благотворителна фондация „Бродуей Баркс“.

## Избрана филмография

### Телевизия
| година  | филм                 | оригинално заглавие  | роля                 | бележки                                  |
| ------- | -------------------- | -------------------- | -------------------- | ---------------------------------------- |
| 1971    | Шоуто на Ед Съливан  | The Ed Sullivan Show | себе си (певица)     |                                          |
| 1977    | Мъпет Шоу            | The Muppet Show      | себе си              | епизод: „Бернадет Питърс“                |
| 1993–96 | Аниманиаци           | Animaniacs           | Рита (глас)          | 15 епизода                               |
| 2001    | Фрейзър              | Frasier              | Рейчъл (глас)        | епизод: „Sliding Frasiers“               |
| 2001    | Али Макбийл          | Ally McBeal          | Касандра Луис        | 2 епизода                                |
| 2006    | Уил и Грейс          | Will & Grace         | Джин                 | епизод: „Каквото се случи с Бейби Джин?“ |
| 2007    | Адвокатите от Бостън | Boston Legal         | Съдия Мариана Фолгър | епизод: „Край залива Гуантанамо“         |
| 2008    | Анатомията на Грей   | Grey's Anatomy       | Сарабет Брейърс      | епизод: „Dream a Little Dream of Me“     |
| 2009    | Грозната Бети        | Ugly Betty           | Джоди Пападакис      | 5 епизода                                |

### Кино
| година | филм               | оригинално заглавие | роля        | режисьор               |
| ------ | ------------------ | ------------------- | ----------- | ---------------------- |
| 1997   | Принцеса Анастасия | Anastasia           | Софи (глас) | Дон Блът, Гари Голдман |